# جزيرة أم النعسان
جزيرة أم النعسان هي رابع أكبر جزيرة في البحرين بعد جزيرة البحرين وجزيرة حوار وجزيرة المحرق وتعتبر غير مأهولة بالسكان. هي مملوكة من قبل الملك حمد بن عيسى بن سلمان آل خليفة ومحظورة على المواطنين العاديين. ترتبط بجزيرة البحرين من خلال جسر الملك فهد. هناك تطور عمراني قليل من خلال وجود قصرين للملك وبعض الحدائق. هناك أيضا عدد قليل من الظباء السوداء التي أدخلت إلى الجزيرة. كما بها مدافن قديمة مصممة على هيئة خلايا نحل صخرية.
جزيرة أم النعسان جزيرة غير مأهولة وتقع في خليج البحرين في الخليج العربي إلى الغرب من جزيرة البحرين وإلى الشرق من مدينة الخبر السعودية.

## سبب التسمية
يرى لوريمر في دليله أن أوال كان اسما لرجل احتل البحرين وأن له أخا اسمه نعسان فاقترن باسم الجزيرة المعروفة بهذا الاسم.

## رحلة 2007
قام عدة أشخاص من قرى دمستان والمالكية وكرزكان بالإعلان عن القيام برحلة بحرية إلى جزيرة أم النعسان ولكن تم إلغاء الرحلة قبل 24 ساعة من بدايتها بعدما أصدرت وزارة الداخلية البيان التالي: «أن هذه المنطقة / أم النعسان / مخصصة من قبل جلالة الملك المفدى للاستخدامات العسكرية الخاصة بقوة دفاع البحرين ولذا فإنها تعتبر من المناطق ذات الطابع العسكري والأمني وعليه فإنها من المناطق التي يحظر الاقتراب منها أو القيام بأي نشاط بقربها ومن يخالف ذلك يعرض نفسه للمُسائلة القانونية وفق المادة رقم 135 البند 4 من قانون العقوبات».